# جون رايس (مصرفي)
جون رايس (بالإنجليزية: John Rice)‏ هو مصرفي أمريكي، (و. 1832  م).